# Middle-earth Enterprises
La Middle-earth Enterprises, precedentemente nota come Tolkien Enterprises, è una divisione della The Saul Zaentz Company, con sede a Berkeley. La società detiene i diritti di alcune delle opere letterarie più famose di J. R. R. Tolkien, Il Signore degli Anelli e Lo Hobbit, inclusi i titoli delle opere, i nomi dei personaggi, dei luoghi, degli oggetti e degli eventi
e alcune brevi frasi e detti al loro interno.

## Storia
J. R. R. Tolkien, autore de Lo Hobbit e Il Signore degli Anelli, vendette i diritti di quelle opere alla United Artists nel 1968, venduti poi alla The Saul Zaentz Company nel 1976, che li concede su licenza della Middle-earth Enterprises, mentre United Artists detiene i diritti di distribuzione. Nel 1977, la Rankin/Bass ottenne i diritti per produrre The Hobbit, tratto dall'omonimo libro. Nel 1978, la Tolkien Enterprises e la United Artists produssero Il Signore degli Anelli, diretto da Ralph Bakshi, tratto dall'omonimo libro.
Nel 1999, la società stipulò un contratto di licenza con la Iron Crown Enterprises per i giochi di ruolo ambientati nella Terra di Mezzo. Tolkien Enterprises, in seguito al fallimento della Iron, stipulò un nuovo contratto con la Decipher per il loro gioco di ruolo Lord of the Rings, pubblicato dal 2002 al 2006.
Inizialmente, Miramax avrebbe dovuto produrre la trilogia di film diretti da Peter Jackson nel 1997, ma Disney propose di trasformare la storia in un film invece di due film, così Jackson propose il progetto alla New Line Cinema, che ha acquisito da Miramax i diritti per sviluppare Il Signore degli Anelli e Lo Hobbit per circa 12 milioni di dollari. Tuttavia, nell'agosto del 2004, Tolkien Enterprises citò in giudizio la New Line per 20 milioni di dollari in royalties non pagate in base alla differenza tra profitti lordi e profitti netti. Nell'agosto 2005 è stato raggiunto un accordo extragiudiziale, sebbene i dettagli non siano stati resi noti.
I diritti dei videogiochi per le opere letterarie di Tolkien furono prima concessi in licenza a Vivendi, che produsse Il Signore degli Anelli: La Compagnia dell'Anello nel 2002 e The Hobbit nel 2003, mentre la EA pubblicò Il Signore degli Anelli: Le due torri nel 2002 e Il Signore degli Anelli: La conquista nel 2009, quando scadde l'accordo di licenza.
Nel 2011, Cubicle 7 produsse The One Ring Roleplaying Game, un gioco di ruolo ambientato nella Terra di Mezzo, in collaborazione con Sophisticated Games, e nel 2016 ha annunciato che avrebbe creato un adattamento utilizzando le regole di gioco da tavolo Dungeons & Dragons.

## Vicende giudiziarie
Nel marzo 2012, la società accusò The Hobbit, un pub a Southampton, di violazione del copyright a causa del nome. Anche la caffetteria Hungry Hobbit, situato a Birmingham, dove è cresciuto Tolkien, è stato minacciato di azioni legali nel 2011.
Nel novembre 2012, la Tolkien Estate fece causa alla società (oltre a Warner Brothers e New Line Cinema) per aver violato i diritti d'autore di Tolkien producendo casinò e videogiochi usando i suoi personaggi. La licenza originale delle opere di Tolkien era limitata al diritto di vendere prodotti come "figurine, giochi da tavolo, articoli di cancelleria, abbigliamento e simili", ma non riguardava "diritti elettronici o digitali, diritti nei media ancora da concepire o altri beni immateriali come i diritti nei servizi".